# Mimi Ferrer
Mimi Ferrer (Melilla, 30 november 1975) is een Marokkaans-Nederlands actrice.

## Biografie
Ferrer begon haar acteercarrière in Onderweg naar Morgen, waarin ze vier jaar lang de rol van Aisha speelde. Sindsdien is ze te zien geweest in veel Nederlandse series, zoals Dunya & Desie en in de serie Lotte als Scarlett. Ook is ze te zien geweest in verschillende theaterstukken.